# Гаревой Созик
Гаревой Созик — река в России, протекает в Верхнекамском и Нагорском районах Кировской области. Устье реки находится в 36 км по правому берегу реки Соз. Длина реки составляет 12 км.
Исток реки на холмах Северных Увалов в 26 км к юго-западу от посёлка Лесной. Верхнее и среднее течение реки лежит в Верхнекамском, нижнее — в Нагорском районе. Река течёт на север и северо-запад, всё течение проходит по ненаселённому лесу.

## Данные водного реестра
По данным государственного водного реестра России относится к Камскому бассейновому округу, водохозяйственный участок реки — Вятка от истока до города Киров, без реки Чепца, речной подбассейн реки — Вятка. Речной бассейн реки — Кама.
Код объекта в государственном водном реестре — 10010300212111100030887.